# Gül Baba
Gül Baba (Merzifon, ? – Buda, 1541. szeptember 1.) vagy Cafer oszmán bektási dervis költő, aki annak a Nagy Szulejmán szultánnak az udvarához tartozott, aki Gül Babához hasonlóan Magyarországon halt meg. 
Magyarországon a Rózsák Atyja néven is ismerik, ami a török Gül Baba fordítása. Gül Baba türbéje, vagyis síremléke Budán áll, és a törökök egyik kiemelkedő zarándokhelye.

## Neve
A Gül Baba nevet egyes források szerint a turbánján díszelgő rózsaszálról kapta.  Más magyarázat szerint eredetileg „Kel” volt a neve, ami „kopaszt” jelent, amit csak később változtattak Gülre, miután a sírja körül rózsák nőttek. Van olyan hagyomány is, hogy ő hozta az első rózsákat Magyarországra, ez azonban nem így van.

## Élete
A közép-anatóliai Amasya tartományi Merzifonból származott. Apja Kutb’ül Arifin Veli’üddin İbn Yalınkılıç. 
Budán halt meg, 1541-ben. Halála idejéről és körülményeiről kétféle történet is fennmaradt. Az egyik szerint a város falainál zajlott küzdelemben ölték meg, augusztus 21-én. A másik szerint az oszmán győzelmet megünneplő vallásos szertartás közben halt meg. Szulejmán, aki a kalifa címet is viselte, a város (muszlim) patrónusának nyilvánította, és temetésén a hagyomány szerint ő volt az egyik koporsóvivő. Leszármazottai a Marzioglu család, amelyből Trabzon vilajet (Nagy Szulejmán szülőhelye) több pasája került ki.

## Síremléke

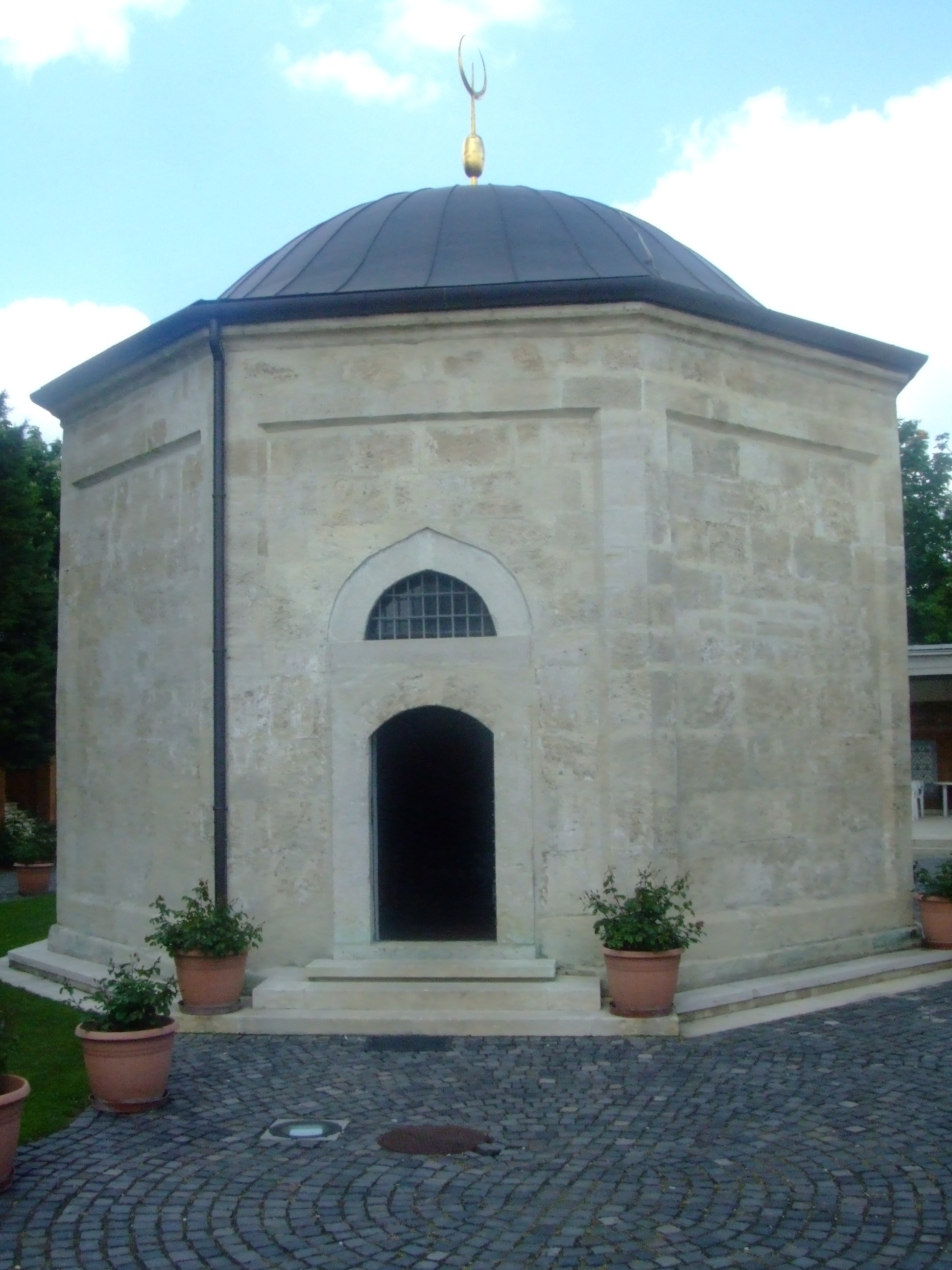
Gül Baba síremléke Budapesten

Nyolcszög alaprajzú, kupolás síremlékét 1543 és 1548 között Mehmed Jahjapasazáde, a harmadik budai pasa építtette. 
2016-ban kezdődött felújításának 2,5 milliárd forintos költségét közösen viselte Magyarország és Törökország kormánya. A felújított műemléket 2018. október 9-én együtt avatta fel Orbán Viktor magyar miniszterelnök és Recep Tayyip Erdoğan török elnök. 
A türbe kicsinyített mása megtalálható az isztambuli Miniatürk parkban.

## Emlékezete a kultúrában
- Huszka Jenő operettet írt Gül Baba címmel, amelyet 1905-ben mutattak be
- A  Gül Baba Kulturális Központ és Kiállítóhely 2018 októberétől látogatható[6]
- 2019. szept. 20-22. között került megrendezésre a háromnapos Gül Baba Kulturális Fesztivál a helyszínen[7]
- 2020. szept. 4-6. között zajlott a Rózsa Napok kulturális eseménysorozat[8][9]
- 2021-ben szept. 17-19. között zajlott a Gül Baba Kulturális Fesztivál[10]

## Galéria

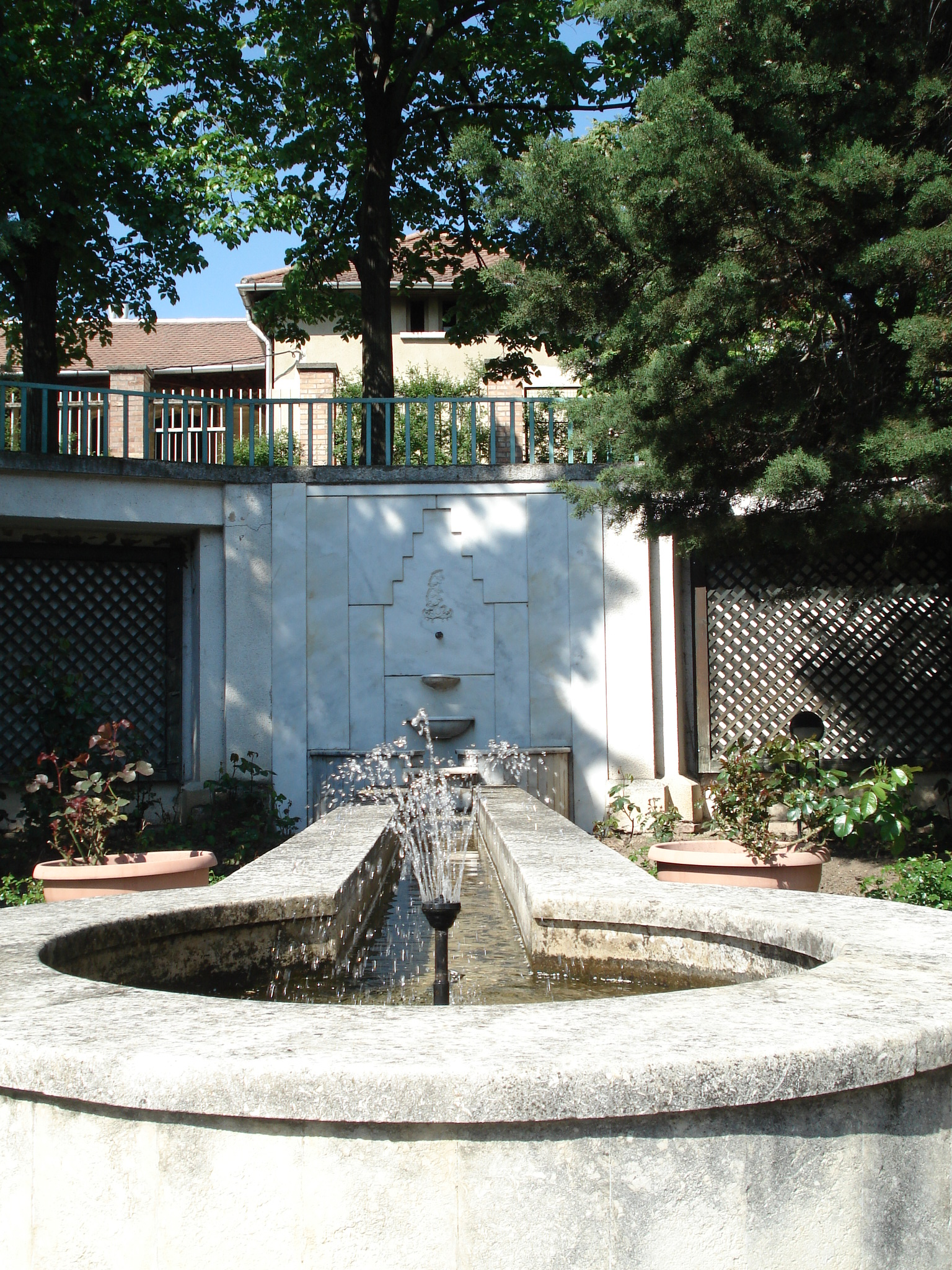
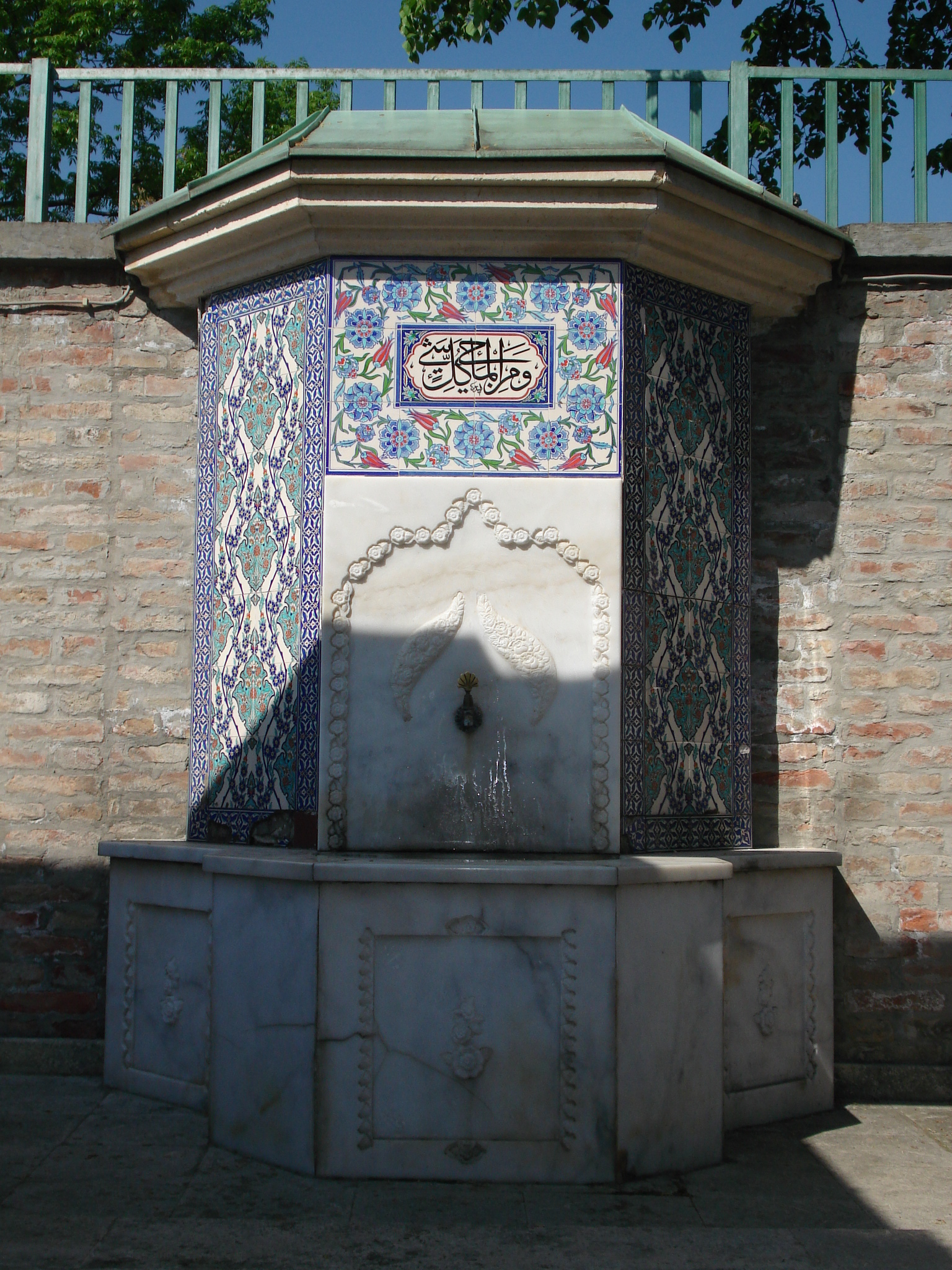
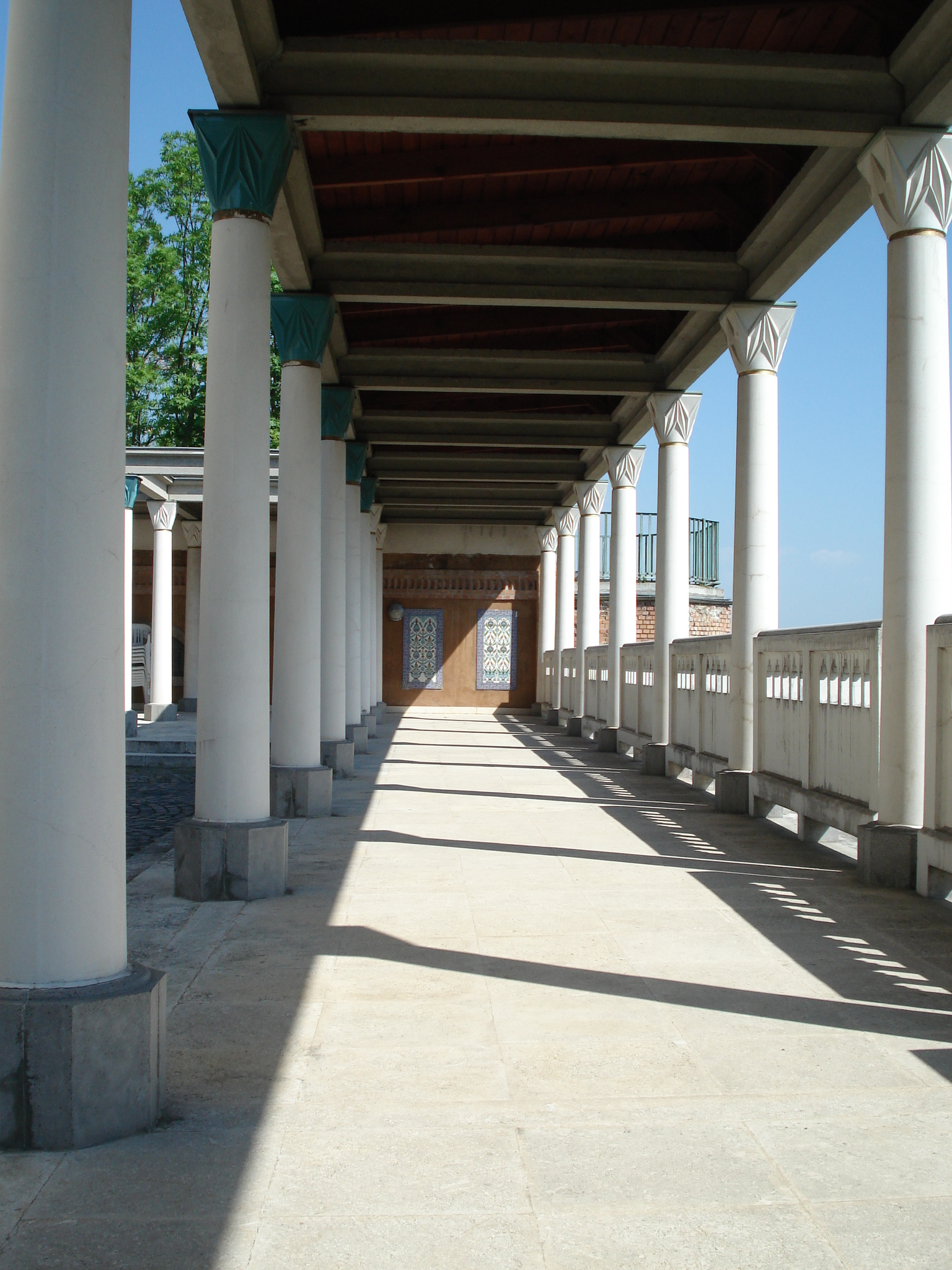

Gül Baba türbéjénél

## Fordítás
- Ez a szócikk részben vagy egészben  a   Gül Baba című angol Wikipédia-szócikk ezen változatának fordításán alapul.  Az eredeti cikk szerkesztőit annak laptörténete sorolja fel. Ez a jelzés csupán a megfogalmazás eredetét és a szerzői jogokat jelzi, nem szolgál a cikkben szereplő információk forrásmegjelöléseként.